# Menongue
Menongue är en provinshuvudstad i Angola.   Den ligger i provinsen Cuando Cubango, i den centrala delen av landet, 800 kilometer sydost om huvudstaden Luanda. Menongue ligger 1 355 meter över havet och antalet invånare är 32 203.
Terrängen runt Menongue är huvudsakligen platt. Menongue ligger nere i en dal. Det finns inga andra samhällen i närheten.
Omgivningarna runt Menongue är huvudsakligen savann. Trakten runt Menongue är nära nog obefolkad, med mindre än två invånare per kvadratkilometer.